# Ламанашурі
Ламанашурі (груз. ლამანაშური) — село в Грузії.
За даними перепису населення 2014 року в селі проживає 20 особа.